# Многоугольник Рёло

Правильные многоугольники Рёло

Многоугольник Рёло́ — частный случай кривой постоянной ширины, называющийся так в честь немецкого инженера Франца Рёло. По определению, кривая постоянной ширины {\displaystyle w} является многоугольником Рёло, если она состоит из конечного числа дуг окружностей радиуса {\displaystyle w}. Частным случаем многоугольника Рёло является правильный многоугольник Рёло, построенный аналогично треугольнику Рёло на правильном многоугольнике с нечётным числом сторон.

Семиугольник Рёло, построенный на неправильном звёздчатом семиугольнике

## Свойства
- Всякая кривая постоянной ширины может быть сколь угодно хорошо приближена (в метрике Хаусдорфа) многоугольником Рёло. Такое приближение, в частности, использовалось Бляшке[2] при доказательстве теоремы Бляшке — Лебега о том, что треугольник Рёло ограничивает наименьшую площадь среди всех кривых заданной постоянной ширины.
- Среди всех многоугольников Рёло с фиксированным числом сторон и заданной шириной наибольшую площадь имеет правильный многоугольник Рёло[3][4].
- Площадь правильного многоугольника Рёло заданной ширины монотонно возрастает с увеличением числа сторон.[3]

## Использование
Британские монеты номиналом в 20 и 50 пенни изготовляются в форме правильного семиугольника Рёло.